# Hard Boiled -グリフォンの幻影-
Hard Boiled -グリフォンの幻影-（ハードボイルド・グリフォンのげんえい）は、サミーが2008年11月に発売したパチスロ機（5号機）。保安通信協会（保通協）における型式名は『ハードボイルドF』。
販売台数は2009年3月末時点で約2万3千台。

## 概要
2001年にサミーから発売されたパチスロ機『ハードボイルド2』の続編に当たる機種である。
「『スパイダーマン2』・『リングにかけろ1』のスタッフが結集」を売り文句とするパチスロ機で、基本的にはボーナスとART（BULLET RUSH）の連鎖で出玉を増やすタイプである。
正式発売に先立ち、同年8月よりパチ・スロ サイトセブンTV、MONDO21などCS放送の一部チャンネルでCMの放映がスタートしているほか、公式Webサイトも開設された。
脚本には丸山昇一を起用しており、2008年10月から『コミックチャージ』誌上で漫画の連載（作画：海瀬壮祐）がスタートしたほか、同機とタイアップしたアニメ作品の制作など、各種メディアミックスによるプロモーションも予定されていた。しかしコミックチャージ自体が休刊となるなどの影響を受け、メディアミックスによるプロモーションは実際にはほとんど行われずに終わっている。

## ボーナス
- 同色ビッグ（赤7・赤7・赤7 または 白7・白7・白7）：プレミアムハイパービッグ。465枚以上の獲得で終了、終了後のバレットラッシュ（突入または上乗せ）150ゲーム以上が確定。バレットラッシュ中に同色ビッグが成立した場合、バトルビッグ（ジョニー＆ニーナ VS 劉の対決演出）となる場合がある。
- 異色ビッグ（赤7・赤7・白7 または 白7・白7・赤7）：ビッグチャンスまたはハイパービッグ。370枚以上の獲得で終了。通常ステージで成立するとビッグチャンスとなり、三択10枚役がナビされない。終了後のルーレット抽選でバレットラッシュ突入の成否が決まる。これに対し、ハイウェイゾーンやバレットラッシュ中に異色ビッグが成立するとハイパービッグとなり、三択10枚役が完全ナビされる。終了後のバレットラッシュ（突入または上乗せ）50ゲーム以上が確定。
- レギュラーボーナス（赤7・BAR・赤7 または 白7・BAR・白7）：ミッションボーナス。70枚以上の獲得で終了。劉を乗せて逃亡しようとするヘリをジョニーが撃墜できればバレットラッシュ（突入または上乗せ）確定。バレットラッシュ中に成立すると、必ず上乗せとなる。

尚、ビッグボーナス中に純ハズレが発生し、同時に全リールがフリーズ、電子音が響き、次回予告演出が始まることがある。この場合、ボーナス終了後のバレットラッシュ突入（既に確定・ラッシュ中の場合は更なる上乗せ）500ゲームが確定する。

## ART及びチャンスゾーン
- バレットラッシュ(BULLET RUSH)：成立した三択10枚役を知らせるナビと、パンク役を回避する押し順ナビでメダルを増やしていくART。ボーナスが当選・入賞しても終了せず、残りの分はボーナス終了後に続行する。この最中にひいた異色ビッグはハイパービッグに格上げ。
  - 50ゲームごとにラッキーチェックがあるが、この法則が崩れると高継続数が期待できる。間違ってパンク役（特殊リプレイ及び一枚役）を入賞させてしまった場合は、その残りのゲーム数のうち1セット未満をカットして（そのボーナスでバレットラッシュが当選していた場合はその分も上乗せして）次のボーナス時に放出される。

例：80ゲーム残してパンクしてしまった場合、1セット未満の30ゲームをカットして50ゲーム分を次のボーナス時に放出。49ゲーム以下の場合は放出無し。
- ハイウェイゾーン(HIGHWAY ZONE)：ビッグ及びミッションボーナス後ARTに非突入時及びバレットラッシュ終了後（ラッキーチェックで×が出て終了）はこちらになる。通常時から突入する場合や、天井時突入もある。通常時及び天井からの突入はリプレイ確率はアップしない（それ以外の場合はリプレイ確率がアップする）。

三択小役はナビされるが、パンク役のリプレイはナビされない。突入契機により終了条件が異なる。

## 演出
かつてのハードボイルド2を彷彿とした物から、新たに加わった物まで様々な演出が用意されている。
尚、第2リール停止時に激しい台枠フラッシュ（同社では「セカンドフラッシュ」と呼んでいる）と共に電子音が鳴った場合は、どの状態であろうとボーナス確定。
更に、通常時に1ベットボタンを3回押すと「クラシックモード」となり、演出がハードボイルド2とほぼ同じ（枠外消灯とルーレット演出が主）になるモードが用意されている。

## キャスト
- ジョニー（子安武人）：舞台となる街「ウクナトル」でニーナと共に探偵事務所「オフィスナショナルリサーチ」を営む私立探偵。かつて軍隊に所属していた。
- ニーナ（本田貴子）：元警察官。ジョニーと知り合い探偵事務所を開く。
- ナナ（福圓美里）：ジョニーとの古くからの知り合いであったエドガーとかつてジョニーが愛した女・マリアとの間に生まれた娘。「1週間だけ預かってほしい」という父の命によりジョニーに預けられるが、期日を過ぎても父が姿を見せないことから彼女やジョニーはその背後に渦巻く陰謀に巻きまれていく…。
- キャサリン（小野塚貴志）：バー「マーメイド」のママ。だが裏の顔は情報屋で、ジョニーに情報を提供している。マッチョ体型。
- 劉（森川智之）：メルフィス製薬総帥。ナナの父・エドガーが開発した高殺傷性ウイルス「グリフォン」で闇世界を牛耳ろうとする。「グリフォン」はその危険性に気づいたエドガーによって分離され、劉はその片方である「ライオンウイルス」を持っている。もう片方の「イーグルウィルス」はナナが持っており、それを狙うべく彼女を捕らえようとしている。
- マガロフ（大友龍三郎）:劉に雇われた傭兵。かつて、軍隊に所属していたジョニーの元上官でもある。
- イヴァン（高乃麗）：マガロフ同様、劉に雇われた女傭兵。
- ソンサック兄弟（兄・下山吉光、弟・山口隆行）：もともとは凶悪犯罪者で、劉を襲った際に逆に捕われ、薬物と肉体改造によって劉に忠誠を誓う殺人マシーンと化した。鳥型のマスクをつけている。

## 挿入歌
Phantom of your heart
作詞 - Rina Moon
作曲・編曲 - Jun Sueyoshi
歌 - HARUNA
ギター - Takeshi Honda
（同曲はプレミアムハイパービッグ中にも流れる。）